# Urophyllum wollastonii
Urophyllum wollastonii är en måreväxtart som beskrevs av Herbert Fuller Wernham. Urophyllum wollastonii ingår i släktet Urophyllum och familjen måreväxter. Inga underarter finns listade i Catalogue of Life.